# Нелжа
Не́лжа — село в Рамонском районе Воронежской области.
Входит в состав Ступинского сельского поселения.
Население составляет 340 человек.

## География
Нелжа находится на левом берегу реки Воронеж.

### Улицы
| - ул. Дачная - ул. Лесная - ул. Мира - ул. Набережная - ул. Озерная | - ул. Речная - ул. Свободы - ул. Советская - ул. Совхозная - ул. Школьная | - пер. Лесной |

## История
Впервые о Нелже говорится в Дозорной книге 1615 года и Писцовой книге 1629 года, как Нелжинский починок. В 1624 году воронежские атаманы Борис Каменное Ожерелье и Василий Шайдура получили земли близ этого починка. Возникшее поселение упоминается как атаманское село с церковью или «Борисово село Нелжа». В 1641 году Нелжа была разорена и сожжена татарами, заново возродившись через пять лет.
В 1674 году, в Нелже, в семье священника родился Епископ Воронежский и Елецкий Иоаким. В 1676 году в селе числилось 52 двора детей боярских и 2 двора церковных служителей.
В 1734 году в Нелже была построена каменная Николаевская церковь, сохранившаяся до наших дней. До революции село территориально входило в Усманский уезд Тамбовской губернии; декретом ВЦИК «Об административном делении Воронежской губернии» от 12 мая 1924 г. было передано в состав Воронежского уезда.

## Население
| 2010 |
| ---- |
| 284  |